# Petra Müller (Politikerin)
Petra Müller (* 1. Mai 1960 in Jülich) ist eine deutsche Politikerin der FDP.

## Ausbildung und Beruf
Petra Müller erwarb ihre Mittlere Reife an der Gemeinschaftshauptschule in Linnich. Nach dem Abitur 1979 an der Fachoberschule für Kunst und Gestaltung in Aachen absolvierte Müller eine Ausbildung zur Bauzeichnerin in einem Architekturbüro in Jülich. Von 1981 bis 1989 studierte sie an der Fachhochschule Aachen und an der Universität Politécnica de Cataluña in Barcelona Architektur mit dem Abschluss als Dipl.-Ing. Architektin. 1991 wurde Petra Müller in die Architektenkammer NRW aufgenommen und führt seitdem den Titel Architektin. Nach dem Studium arbeitete sie zunächst als angestellte Architektin in Jülich, Aachen, Stralsund und Kleinmachnow. 1999 hat sich Petra Müller als selbständige Architektin in Aachen niedergelassen und gründete 2000 das Unternehmen müller Architekten in Aachen. In der Zeit von 2006 bis 2008 war Petra Müller freiberuflich auch für den Privatsender VOX tätig. Seit 2007 ist sie auch Mitglied der Architektenkammer OAI in Luxemburg. Nach dem Ausscheiden aus dem Deutschen Bundestag war Petra Müller ab 2016 als Head of Construction für die McFit GmbH (später RSG Group) tätig und betreute bis 2019 u. a. als Head of Product das Großprojekt THE MIRAI. Im November 2019 übernahm Petra Müller die Leitung der Projektentwicklung für die DIEAG Projektentwicklungs- und Management GmbH in Berlin. Seit 2021 arbeitet Petra Müller für die DLE Land Development GmbH mit Sitz in Berlin. Dort begleitet sie aktuell den Posten „Head of Conceptual Development & Communication“ und zeigt sich für die Entwicklung zahlreicher Großprojekte, wie den „Königspark“ in Königs Wusterhausen (Brandenburg) verantwortlich. Das Berliner Business Magazin „Berlin Boxx“ nahm Müller im Jahr 2022 in die Liste der 70 wichtigsten Berliner in die Rubrik „Influencer“ auf. „Als Architektin und Projektentwicklerin konzipiert und steuert sie das Vorgehen eines der größten Baulandentwickler in Deutschland im Bereich der Baurechtschaffung. Ihre langjährige Erfahrung als FDP-Kommunalpolitikerin und Bundestagsabgeordnete bringt sie nun im Vorstand der Liberalen Immobilienrunde ein, die um die besten Lösungen für lebenswerte (Stadt-)Räume kämpft“, schrieb Berlin Boxx in der Begründung.

## Partei
Bereits als Studentin trat Petra Müller 1983 in die FDP ein. Von 1984 bis 1987 war sie Mitglied des Kreisvorstandes Düren. Seit 2003 ist sie Mitglied des Kreis- und Bezirksvorstands Aachen. Von 2004 bis 2009 war Petra Müller planungspolitische Sprecherin der FDP-Fraktion im Rat der Stadt Aachen und Mitglied der Verkehrskommission Aachen des Regionalrates des Regierungsbezirks Köln. Von 2005 bis 2009 war sie Mitglied des Architektenbeirats der Stadt Aachen und ist Mitglied des Landesfachausschusses Wohnen und Städtebau NRW. Sie war von 2008 bis März 2010 stellvertretende Bezirksvorsitzende des Bezirks Aachen. Seit September 2010 ist Petra Müller Vorsitzende des Bezirksverbandes der Liberalen Frauen Aachen und des Landesverbandes der Liberalen Frauen Nordrhein-Westfalen.

## Abgeordnete
Am 18. September 2005 wurde Petra Müller zunächst in den 16. Deutschen Bundestag gewählt. Mit der Nachwahl in Dresden am 3. Oktober 2005 verlor sie ihr Bundestagsmandat aufgrund einer Sitzneuverteilung nach dem Alabama-Paradoxon. Bei der Bundestagswahl am 27. September 2009 wurde Müller über die nordrhein-westfälische Landesliste zur Bundestagsabgeordneten gewählt. Sie war Sprecherin für Stadtentwicklung der FDP-Bundestagsfraktion, Obfrau der FDP-Bundestagsfraktion, Vorsitzende der Arbeitsgruppe Verkehr, Bau und Stadtentwicklung, ordentliches Mitglied im Ausschuss Verkehr, Bau und Stadtentwicklung und stellvertretendes Mitglied im Ausschuss für die Angelegenheiten der Europäischen Union. Müller war Mitglied im Stiftungsrat der Bundesstiftung Baukultur. Durch das Scheitern ihrer Partei an der Fünf-Prozent-Hürde bei der Bundestagswahl 2013 war sie im 18. Bundestag nicht mehr vertreten.

## Mitgliedschaften
Müller war während ihrer Abgeordnetentätigkeit im Deutschen Bundestag Mitglied der Europa-Union Parlamentariergruppe Deutscher Bundestag. Seit 2022 ist Müller Mitglied und Vorstandsvorsitzende der Liberalen Immobilienrunde e.V., einem Verein mit Mitgliedern aus der Wohnungs- und Immobilienwirtschaft in Berlin.